# Comuna Naraiv, Berejanî
Naraiv (în ucraineană Нараів) este o comună în raionul Berejanî, regiunea Ternopil, Ucraina, formată din satele Duleabî, Naraiv (reședința) și Șaibivka.

## Demografie
Componența lingvistică a comunei Naraiv
     Ucraineană (99,81%)
     Alte limbi (0,19%)
Conform recensământului din 2001, majoritatea populației comunei Naraiv era vorbitoare de ucraineană (99,81%), existând în minoritate și vorbitori de alte limbi.